# Leichtathletik-Europameisterschaften 1990/400 m Hürden der Frauen

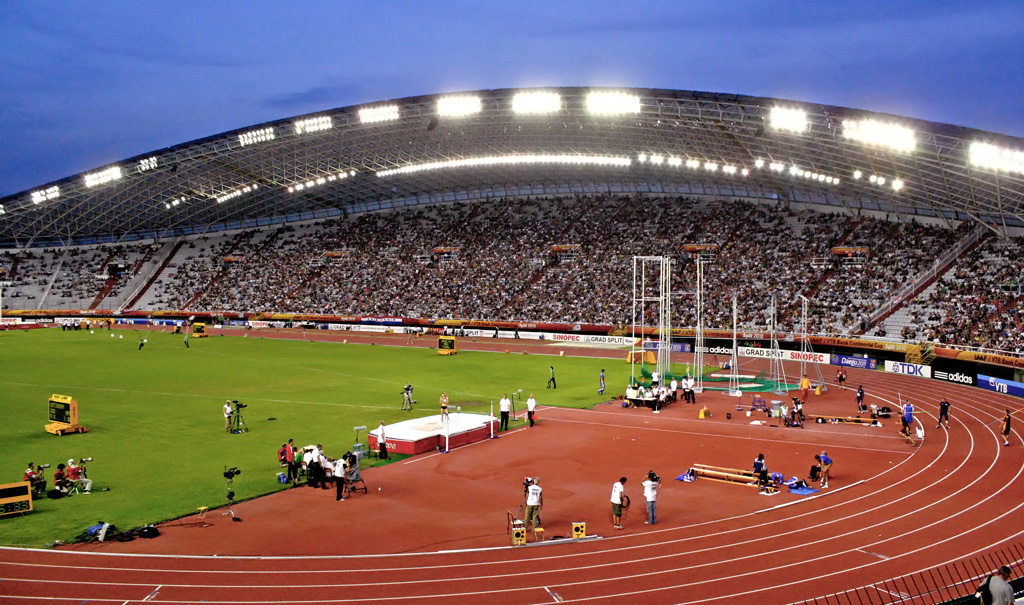
Das Stadion Poljud von Split im Jahr 2010

Der 400-Meter-Hürdenlauf der Frauen bei den Leichtathletik-Europameisterschaften 1990 wurde vom 29. bis 31. August 1990 im Stadion Poljud in Split ausgetragen.
Europameisterin wurde die Olympiazweite von 1988 Tatjana Ledowskaja aus der UdSSR. Sie gewann vor der Schweizerin Anita Protti. Bronze ging an die Schwedin Monica Westén.

## Rekorde

### Bestehende Rekorde
| Weltrekord           | 52,92 s | Marina Stepanowa | Taschkent, Sowjetunion (heute Usbekistan) | 17. September 1986 |
| Europarekord         | 52,92 s | Marina Stepanowa | Taschkent, Sowjetunion (heute Usbekistan) | 17. September 1986 |
| Meisterschaftsrekord | 53,32 s | Marina Stepanowa | EM Stuttgart, BR Deutschland              | 30. August 1986    |

Der bestehende EM-Rekord wurde bei diesen Europameisterschaften nicht erreicht. Die schnellste Zeit erzielte die sowjetische Europameisterin Tatjana Ledowskaja im Finale mit 53,62 s, womit sie drei Zehntelsekunden über dem Rekord blieb. Zum Welt- und Europarekord fehlten ihr sieben Zehntelsekunden.

### Rekordverbesserung
Es wurde ein neuer Landesrekord aufgestellt:

57,57 s – Marina Filipovic (Jugoslawien), vierter Vorlauf am 29. August

## Legende
Kurze Übersicht zur Bedeutung der Symbolik – so üblicherweise auch in sonstigen Veröffentlichungen verwendet:
| NR  | Nationaler Rekord                        |
| DSQ | disqualifiziert                          |
| DNF | Wettkampf nicht beendet (did not finish) |

## Vorrunde
29. August 1990
Die Vorrunde wurde in vier Läufen durchgeführt. Die ersten drei Athletinnen pro Lauf – hellblau unterlegt – sowie die darüber hinaus vier zeitschnellsten Läuferinnen – hellgrün unterlegt – qualifizierten sich für das Halbfinale.

### Vorlauf 1
| Platz | Name                 | Nation           | Zeit (s) |
| ----- | -------------------- | ---------------- | -------- |
| 1     | Monica Westén        | Schweden         | 55,61    |
| 2     | Gudrun Abt           | BR Deutschland   | 55,74    |
| 3     | Cristina Pérez       | Spanien          | 55,82    |
| 4     | Irmgard Trojer       | Italien          | 56,02    |
| 5     | Anna Suurnäkki       | Finnland         | 56,76    |
| 6     | Zuzana Machotková    | Tschechoslowakei | 57,33    |
| 7     | Maria José Valamatos | Portugal         | 58,67    |
| 8     | Aleksandra Rus       | Jugoslawien      | 59,05    |

### Vorlauf 2
| Platz | Name            | Nation         | Zeit (s) |
| ----- | --------------- | -------------- | -------- |
| 1     | Anita Protti    | Schweiz        | 55,37    |
| 2     | Sally Gunnell   | Großbritannien | 55,89    |
| 3     | Nelli Woronkowa | Sowjetunion    | 56,40    |
| 4     | Gretha Tromp    | Niederlande    | 56,65    |
| 5     | Monika Klebe    | Schweden       | 57,08    |
| 6     | Miriam Alonso   | Spanien        | 58,35    |
| 7     | Puha Neiger     | Israel         | 59,49    |
| DSQ   | Ann Maenhout    | Belgien        |          |

### Vorlauf 3
| Platz | Name                  | Nation         | Zeit (s) |
| ----- | --------------------- | -------------- | -------- |
| 1     | Margarita Ponomarjowa | Sowjetunion    | 55,99    |
| 2     | Petra Krug            | DDR            | 56,76    |
| 3     | Nicoleta Căruţaşu     | Rumänien       | 56,77    |
| 4     | Jacqui Parker         | Großbritannien | 56,84    |
| 5     | Ewa Johansson         | Schweden       | 57,38    |
| 6     | Marjana Luzar         | Jugoslawien    | 59,19    |
| 7     | Marta Moreira         | Portugal       | 61,78    |
| DSQ   | Yolanda Tello         | Spanien        |          |

### Vorlauf 4
| Platz | Name                         | Nation         | Zeit (s) |
| ----- | ---------------------------- | -------------- | -------- |
| 1     | Tatjana Ledowskaja           | Sowjetunion    | 55,02    |
| 2     | Tuija Helander               | Finnland       | 56,80    |
| 3     | Silvia Rieger                | BR Deutschland | 56,95    |
| 4     | Gowry Retchakan              | Großbritannien | 57,03    |
| 5     | Marina Filipovic             | Jugoslawien    | 57,57 NR |
| 6     | Marie-Christine Cazier-Ballo | Frankreich     | 57,85    |
| 7     | Mari Bjone                   | Norwegen       | 59,65    |

## Halbfinale
30. August 1990
In den beiden Halbfinalläufen qualifizierten sich die jeweils ersten vier Athletinnen – hellblau unterlegt – für das Finale.

### Lauf 1
| Platz | Name               | Nation         | Zeit (s) |
| ----- | ------------------ | -------------- | -------- |
| 1     | Tatjana Ledowskaja | Sowjetunion    | 54,73    |
| 2     | Gudrun Abt         | BR Deutschland | 55,70    |
| 3     | Cristina Pérez     | Spanien        | 55,87    |
| 4     | Petra Krug         | DDR            | 55,93    |
| 5     | Tuija Helander     | Finnland       | 56,04    |
| 6     | Nelli Woronkowa    | Sowjetunion    | 56,59    |
| 7     | Jacqui Parker      | Großbritannien | 57,06    |
| 8     | Irmgard Trojer     | Italien        | 57,40    |

### Lauf 2

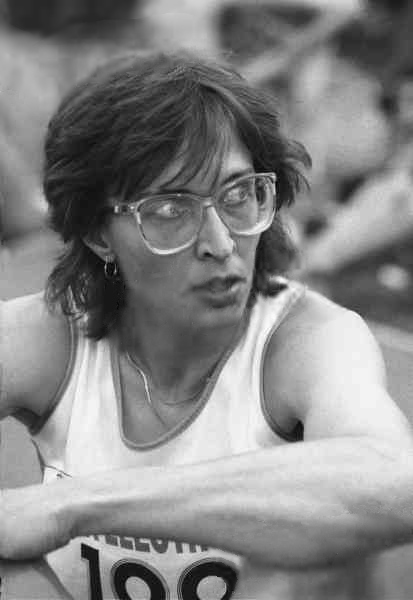
Wie bereits 1986 erreichte Nicoleta Căruţaşu das Halbfinale und schied dann aus

| Platz | Name                  | Nation         | Zeit (s) |
| ----- | --------------------- | -------------- | -------- |
| 1     | Anita Protti          | Schweiz        | 55,05    |
| 2     | Margarita Ponomarjowa | Sowjetunion    | 55,30    |
| 3     | Sally Gunnell         | Großbritannien | 55,35    |
| 4     | Monica Westén         | Schweden       | 55,45    |
| 5     | Silvia Rieger         | BR Deutschland | 56,11    |
| 6     | Nicoleta Căruţaşu     | Rumänien       | 56,75    |
| 7     | Anna Suurnäkki        | Finnland       | 57,66    |
| 8     | Gretha Tromp          | Niederlande    | 59,08    |

## Finale

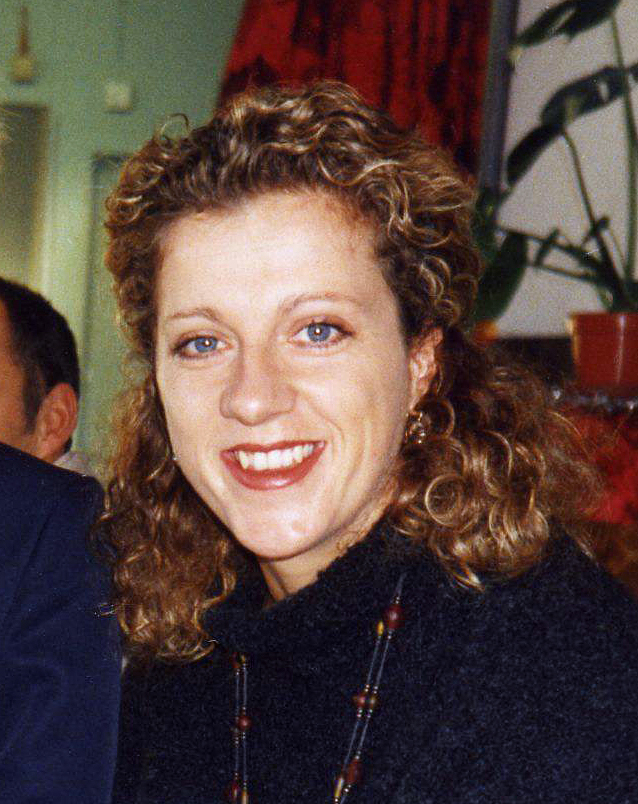
Sally Gunnell belegte Rang sechs – später wurde sie unter anderem Olympiasiegerin 1992 und Weltmeisterin 1993
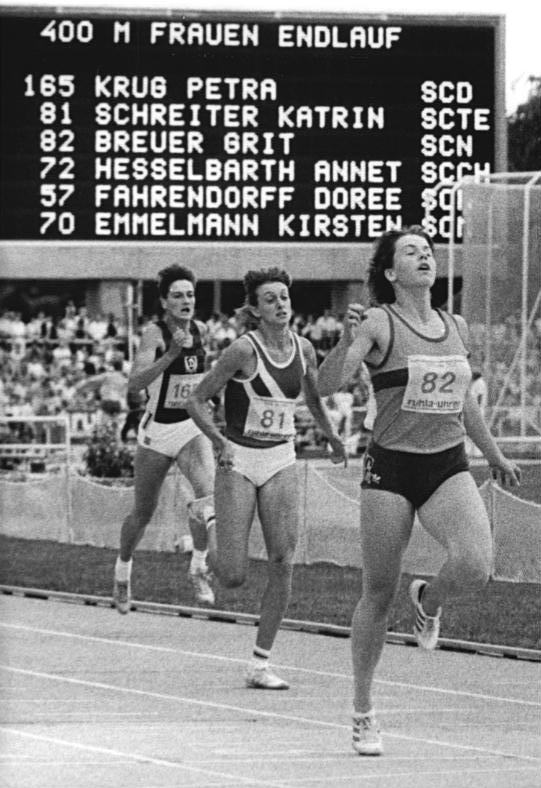
Petra Krug (auf dem Foto an dritter Position) erreichte nicht das Ziel

31. August 1990
| Platz | Name                  | Nation         | Zeit (s) |
| ----- | --------------------- | -------------- | -------- |
| 1     | Tatjana Ledowskaja    | Sowjetunion    | 53,62    |
| 2     | Anita Protti          | Schweiz        | 54,36    |
| 3     | Monica Westén         | Schweden       | 54,75    |
| 4     | Gudrun Abt            | BR Deutschland | 54,97    |
| 5     | Margarita Ponomarjowa | Sowjetunion    | 55,22    |
| 6     | Sally Gunnell         | Großbritannien | 55,45    |
| 7     | Cristina Pérez        | Spanien        | 56,09    |
| DNF   | Petra Krug            | DDR            |          |

## Videolinks
- 3076 European Track & Field 1990 400m Hurdles Women, www.youtube.com, abgerufen am 26. Dezember 2022
- 2990 European Track & Field 1990 Split 400m Hurdles Women, www.youtube.com, abgerufen am 26. Dezember 2022